# Linia kolejowa Ebersdorf b.Coburg – Neustadt b.Coburg
Linia kolejowa Ebersdorf b.Coburg – Neustadt b.Coburg – dawna jednotorowa i niezelektryfikowana lokalna linia kolejowa w kraju związkowym Bawaria i Turyngia, w Niemczech. Łączyła miejscowości Ebersdorf bei Coburg przez Weidhausen bei Coburg z Neustadt bei Coburg.